# Finspångsån

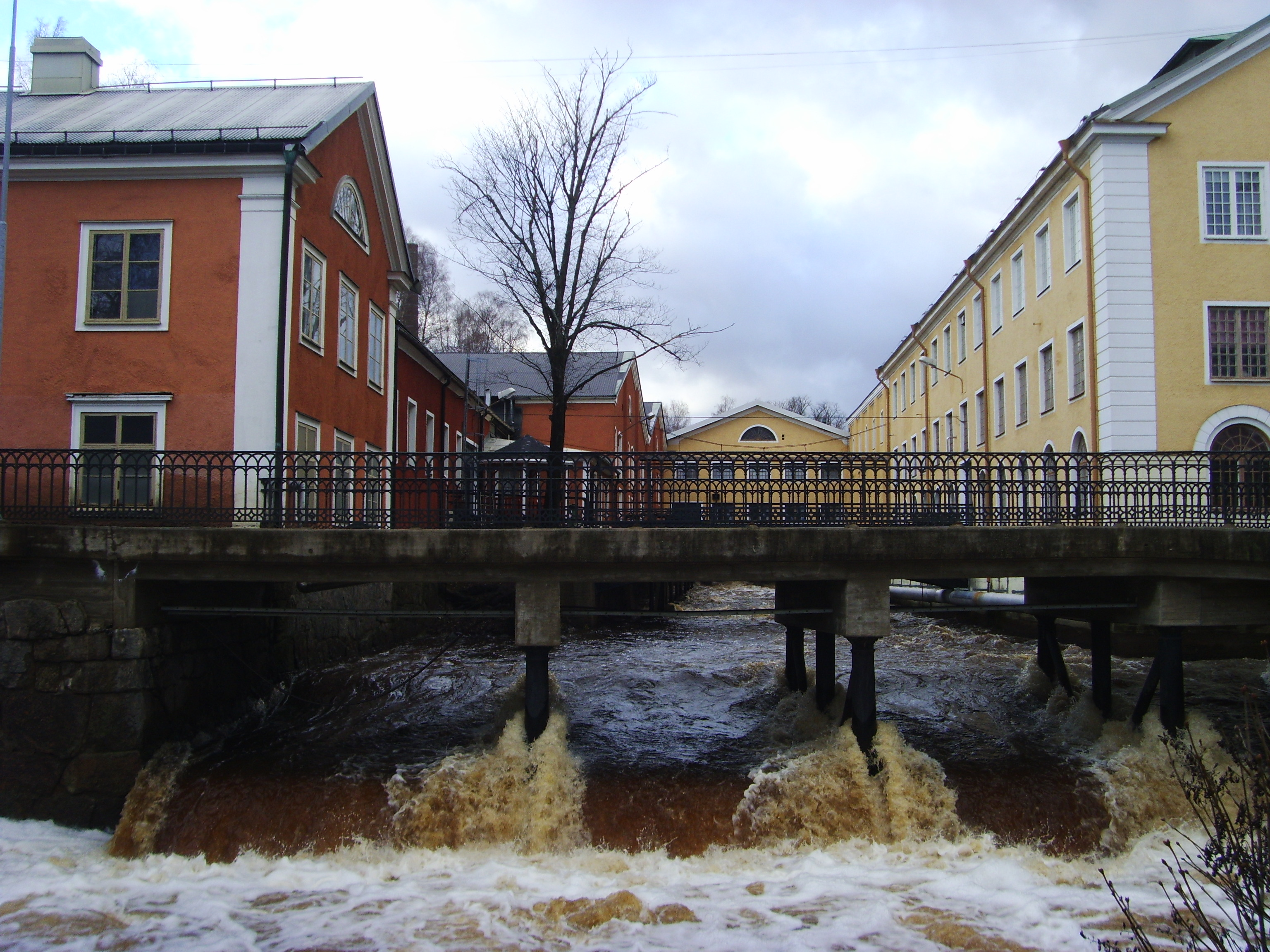
Finspångsåns forsar möjliggjorde etableringen av Finspångs bruk.

Finspångsån (även känd som Hällestadsån) är en å i norra Östergötland, som dock även avvattnar en mindre del av sydöstra Närke. Längden är 86 km inklusive källflöden. Avrinningsområdet är 1 288 km², varav 65 procent skogsmark och 11 procent odlad mark. Ån mynnar cirka 8 km sydöst om Finspång i sjön Glan, som i sin tur avvattnas av Motala ström. Finspångsån är Motala ströms tredje största biflöde (Svartån och Stångån är större). 